# Immeuble administratif de la Vaudoise assurances
L'immeuble administratif de la Vaudoise assurances est un immeuble situé dans la ville vaudoise de Lausanne, en Suisse.

## Historique
La construction du nouveau siège de la Vaudoise assurances fut décidé au début des années 1950 et un concours organisé dans ce but. Construit par Jean Tschumi entre 1952 et 1956, le bâtiment est une mise en application du thème de la « corporate identity » voulu par son créateur. Une annexe, utilisée pour agrandir le foyer du personnel, a été prévue dès 1994 et réalisée au début des années 2000.
Le bâtiment est inscrit comme bien culturel suisse d'importance nationale.

## Situation
Le bâtiment se situe entre le parc de Milan et le lac Léman, au 41 de l'avenue de Cour. Il est construit en bordure d'une parcelle boisée comprenant plusieurs cèdres plus que centenaires. L'immeuble lui-même se compose de deux ailes formant un coude et d'un foyer et présente des façades de verre reposant sur une série de piliers de béton.

## Cèdres du Liban
Au alentour du siège social se trouve deux cèdres du Liban, plantés au milieu du XIXe siècle. Au début ils étaient quatre, et étaient dressés dans la «campagne du Cèdre» de la famille Bugnion, au sud de l'avenue de Cour. Lorsque l'Etat de Vaud vend son terrain à la Mutuelle Vaudoise Accidents, qui veut y bâtir son siège, il exige que ces arbres soient conservés. Les arbres avaient même dicté l'architecture du bâtiment conçu par Jean Tschumi. Ils sont depuis inscrits au patrimoine. L'un des quatre arbres a dû être abattu en 2000, et le 13 décembre 2023, un deuxième arbre est déraciné à la suite des fortes intempéries qui ont duré plusieurs jours, et à un sol gorgé d’eau. Il est tombé sur des véhicules, sans faire de blessé. En 2017, un des deux arbres restants avait été déclaré malade et est depuis surveillé,